# Riley Keough
Danielle Riley Keough (Santa Monica, 1989. május 29. –) amerikai színésznő, modell. Elvis Presley legidősebb unokája.
Elsőként a The Runaways – A rocker csajok (2010), A jó orvos (2011) és a Magic Mike (2014) című filmekben tűnt fel. 2015-ben a Mad Max – A harag útja szereplője volt. A 2016-os American Honey című független filmért további kritikai elismeréseket kapott. A 2010-es évek végén feltűnt a Logan Lucky – A tuti balhé (2017) című vígjátékban, továbbá az Éjjel érkezik (2017), A ház, amit Jack épített (2018) és a Téli menedék (2019) című horrorfilmekben. 
2016-ban a Barátnő rendelésre című drámasorozat első évadjában egy escortot alakított, a szereppel Golden Globe-díjra jelölték. 2022-től az Amazon Prime Video A végső lista sorozatának főszereplője. A 2023-as Daisy Jones & the Six című zenés minisorozattal újabb Golden Globe-jelölést szerzett és Primetime Emmy-díjra jelölték.
A Felix Culpa nevű filmprodukciós cég társalapítója. Gina Gammell-lel közösen 2022-ben rendezte meg első filmjét, War Pony címmel, mely a 2022-es cannes-i fesztiválon Arany Kamera-díjat nyert.

## Fiatalkora és családja
Santa Monicában született, Lisa Marie Presley (1968–2023) énekes-dalszerző és Danny Keough zenész legidősebb gyermekeként. Elvis Presley és Priscilla Presley legidősebb unokája. 
Egy édestestvére volt, Benjamin Storm Keough (1992–2020). Édesanyja Michael Lockwood gitárossal kötött negyedik házasságából született két lány féltestvére is. Ötéves volt, amikor szülei elváltak, anyja 1994-ben Michael Jacksonhoz ment hozzá, házasságuk két évig tartott. 2002-ben Lisa Marie Presley újabb, rövid életű házassága révén Nicolas Cage mostohalánya lett.

## Filmográfia

### Film

#### Rendező, író és producer
| Év   | Cím                  | Feladatkör | Feladatkör | Feladatkör | Megjegyzések              |
| Év   | Cím                  | Rendező    | Író        | Producer   | Megjegyzések              |
| ---- | -------------------- | ---------- | ---------- | ---------- | ------------------------- |
| 2018 | Welcome the Stranger | Nem        | Nem        | Igen       |                           |
| 2022 | War Pony             | Igen       | Igen       | Igen       | társrendező: Gina Gammell |
| 2023 | Manodrome            | Nem        | Nem        | Igen       |                           |
| 2024 | Sasquatch Sunset     | Nem        | Nem        | Vezető     |                           |

#### Színész
| Év   | Magyar cím                             | Eredeti cím               | Szerep                                      | Magyar hang        |
| ---- | -------------------------------------- | ------------------------- | ------------------------------------------- | ------------------ |
| 2010 | The Runaways – A rocker csajok         | The Runaways              | Marie Currie                                | Vadász Bea         |
| 2011 | A jó orvos                             | The Good Doctor           | Diane Nixon                                 |                    |
| 2011 |                                        | Jack & Diane              | Jack                                        |                    |
| 2012 | Magic Mike                             | Magic Mike                | Nora                                        |                    |
| 2012 |                                        | Yellow                    | Amanda fiatalon                             |                    |
| 2012 | Az elátkozottak csókja                 | Kiss of the Damned        | Anne                                        |                    |
| 2015 | Mad Max – A harag útja                 | Mad Max: Fury Road        | Capable                                     | Vadász Bea         |
| 2015 |                                        | Dixieland                 | Rachel                                      |                    |
| 2016 | Szerelmes dal                          | Lovesong                  | Sarah                                       |                    |
| 2016 |                                        | American Honey            | Krystal                                     |                    |
| 2017 |                                        | The Discovery             | Lacey                                       |                    |
| 2017 | Búcsú Greenéktől                       | We Don't Belong Here      | Elisa Green                                 |                    |
| 2017 | Éjjel érkezik                          | It Comes at Night         | Kim                                         | Laurinyecz Réka    |
| 2017 | Logan Lucky – A tuti balhé             | Logan Lucky               | Mellie Logan                                | Laurinyecz Réka    |
| 2018 |                                        | Welcome the Stranger      | Misty                                       |                    |
| 2018 | A ház, amit Jack épített               | The House That Jack Built | Jacqueline "Simple"                         | Martinovics Dorina |
| 2018 | Kaliforniai rémálom                    | Under the Silver Lake     | Sarah                                       |                    |
| 2018 | Tartsd bent a sötétséget               | Hold the Dark             | Medora Sloane                               |                    |
| 2019 | Téli menedék                           | The Lodge                 | Grace Marshall                              |                    |
| 2019 | A csendmadár                           | Earthquake Bird           | Lily Bridges                                |                    |
| 2020 | Zola – Egy eszelős hétvége             | Zola                      | Stefani                                     |                    |
| 2020 | Mindig az ördöggel                     | The Devil All the Time    | Sandy Henderson                             |                    |
| 2021 | A bűnös                                | The Guilty                | Emily Lighton (hangja)                      | Csuha Borbála      |
| 2023 |                                        | Manodrome                 | anya (cameo)                                |                    |
| 2024 |                                        | Sasquatch Sunset          | nőstény Nagylábú                            |                    |
| 2025 | Hurry Up Tomorrow – Az éjszaka határán | Hurry Up Tomorrow         | lány a hangpostán / Anima anyjának (hangja) |                    |

### Televízió
| Év   | Magyar cím                 | Eredeti cím               | Szerep          | Megjegyzések                                |
| ---- | -------------------------- | ------------------------- | --------------- | ------------------------------------------- |
| 2016 | Barátnő rendelésre         | The Girlfriend Experience | Christine Reade | főszereplő (13 epizód)                      |
| 2018 | Riverdale                  | Riverdale                 | Laurie Lake     | 1 epizód                                    |
| 2018 | Paterno – Eltemetett bűnök | Paterno                   | Sara Ganim      | - tévéfilm - magyar hangja: - Csuha Borbála |
| 2021 | Hívások                    | Calls                     | Rose (hangja)   | 1 epizód                                    |
| 2022 | A végső lista              | The Terminal List         | Lauren Reece    | főszereplő (8 epizód)                       |
| 2023 | Daisy Jones & the Six      | Daisy Jones & the Six     | Daisy Jones     | minisorozat (10 epizód)                     |
| 2024 | A híd alatt                | Under the Bridge          | Rebecca Godfrey | főszereplő (8 epizód) vezető producer       |

### Videóklipek
| Év   | Előadó            | Cím             | Szerep  |
| ---- | ----------------- | --------------- | ------- |
| 2013 | Justin Timberlake | TKO             | barátnő |
| 2016 | Them Guns         | Muffins         | önmaga  |
| 2022 | Orville Peck      | Hexie Mountains | nő      |

## Fordítás
- Ez a szócikk részben vagy egészben  a   Riley Keough című angol Wikipédia-szócikk ezen változatának fordításán alapul.  Az eredeti cikk szerkesztőit annak laptörténete sorolja fel. Ez a jelzés csupán a megfogalmazás eredetét és a szerzői jogokat jelzi, nem szolgál a cikkben szereplő információk forrásmegjelöléseként.